# Leonardeschi
Leonardeschi är den grupp av konstnärer som arbetade i samma ateljé som, eller under inflytandet av, Leonardo da Vinci. År 1472 anslöt sig Leonardo till Lukasgillen för att senare i slutet av 1477, lämna Andrea del Verrocchios ateljé som en självständig konstnär. Han anlände till Milano 1482 där han bosatte sig med Giovanni Ambrogio de Predis, Evangelista de Predis och deras fyra bröder, som alla var konstnärer av olika slag. Båda Predis bröderna är kända för att eventuellt ha medverkat vid målandet av tavlan Madonnan i grottan (versionen i London), efter en beställning av en kyrka i staden vid namn San Francesco Grande. År 1490 fick Leonardo sitt riktiga genombrott och eftersom antalet beställningar ökade kraftigt fick han tillstånd att ha assistenter och elever i sin ateljé. 